# Ipoet I
Ipoet I was een van de eerste koninginnen van de 6e dynastie van Egypte. Zij regeerde aan de zijde van koning (farao) Teti II ca. 2347 - 2337 v.Chr. Ipoet was een dochter van Oenas uit het eind van de 5e dynastie van Egypte. Het enig bekend kind van haar was Pepi I.
De vorige Egyptische koningin was mogelijk Sesjesjet. Opvolgster van Ipoet I als koningin was waarschijnlijk Choeit.

## Grafpiramide
Ipoet I liet in Saqqara ten noorden van de grafpiramide van Teti een trappenpiramide aanleggen, die tijdens zijn bewind tot een koninklijke piramide werd omgebouwd. Deze grafpiramide heeft een basis van 21 m en werd in 1898 ontdekt door Victor Loret. Er is lang geredetwist of het hier al dan niet om een piramide ging. Pas na hernieuwde opgravingen, dit keer onder leiding van Zahi Hawass in 1995 aangevat, kon de bevestiging worden geleverd dat het om een piramide ging. De grafkamer was onaangetast. Naast talloze grafgiften werd daar ook een kalkstenen sarcofaag met cederhouten kist met het stoffelijk overschot van Ipoet I gevonden, een vrouw tot middelbare leeftijd. Aan de arm droeg zij een gouden bracelet. De overblijfselen worden in het Egyptisch museum in Caïro bewaard. Er waren ook canopenkruiken, een rotskristallen schaal en modelvazen en gebruiksvoorwerpen in de grafkamer, waarvan sommige origineel met goud bedekt.

## Titels
Van Ipoet I zijn als koninginnentitels bekend:
- ‘‘Koninklijke vrouwe‘‘ (hmt-nisw)
- ‘‘Weret-hetes‘‘ (wrt-hetes)
- ‘‘Grote vrouwe van de hetes-scepter van de twee vrouwen’‘ (wrt-hetes-nbti)
- ‘‘Zij die Horus en Seth ziet’‘ (m33t-hrw-stsh)
- ‘‘Groot van lofprijzingen’‘ (wrt-hzwt)
- ‘‘Koninklijke moeder’‘ (mwt-niswt)
- ‘‘Koninklijke moeder van de piramide van Mennefer Pepi’‘ (mwt-niswt-mn-nfr-ppi)
- ‘‘Moeder van de dubbele koning’‘  (mwt-niswt-biti)
- ‘‘Koninklijke vrouwe, zijn geliefde’‘  (hmt-nisw meryt.f)
- ‘‘Koninklijke dochter van zijn lichaam’‘ (s3t-niswt-nt-kht.f)
- ‘‘Dochter van de koning van Opper- en Beneden- Egypte’‘ (s3t-niswt-biti)
- ‘‘Godsdochter’‘   (s3t-ntr)
- ‘‘Dochter van deze god’‘ (s3t-ntr-wt)
- ‘‘Gade van Horus’‘ (smrt-hrw)